# Ashley Kelly (vận động viên)
Ashley Natasha Kelly (sinh ngày 25 tháng 3 năm 1991) là một vận động viên chạy nước rút đến từ Quần đảo Virgin thuộc Anh chuyên về 400 mét. Cô đại diện cho đất nước của mình tại Giải vô địch trong nhà thế giới 2016 mà không tiến lên từ vòng đầu tiên.
Cô đại diện cho Quần đảo Virgin thuộc Anh tại Thế vận hội Mùa hè 2016 ở Rio de Janeiro trong sự kiện 200 m. Cô đã hoàn thành thứ 5 trong sự nóng bỏng của mình với thời gian 23,61 giây và không đủ điều kiện cho vòng bán kết. Cô là người mang cờ trong lễ khai mạc.

## Thành tích giải đấu
| Năm                                | Giải đấu                                     | Địa điểm                           | Thứ hạng                           | Nội dung                           | Chú thích                          |
| Representing Quần đảo Virgin (Anh) | Representing Quần đảo Virgin (Anh)           | Representing Quần đảo Virgin (Anh) | Representing Quần đảo Virgin (Anh) | Representing Quần đảo Virgin (Anh) | Representing Quần đảo Virgin (Anh) |
| ---------------------------------- | -------------------------------------------- | ---------------------------------- | ---------------------------------- | ---------------------------------- | ---------------------------------- |
| 2007                               | World Youth Championships                    | Ostrava, Czech Republic            | 41st (h)                           | 100 m                              | 12.48                              |
| 2007                               | World Youth Championships                    | Ostrava, Czech Republic            | 26th (h)                           | 200 m                              | 25.17                              |
| 2009                               | Central American and Caribbean Championships | Havana, Cuba                       | 14th (h)                           | 400 m                              | 54.82                              |
| 2009                               | Central American and Caribbean Championships | Havana, Cuba                       | 5th                                | 4 × 400 m relay                    | 3:37.62                            |
| 2010                               | World Junior Championships                   | Moncton, Canada                    | 29th (h)                           | 400 m                              | 55.71                              |
| 2011                               | Central American and Caribbean Championships | Mayagüez, Puerto Rico              | 6th                                | 400 m                              | 54.00                              |
| 2012                               | NACAC U23 Championships                      | Irapuato, Mexico                   | 5th                                | 200 m                              | 23.77                              |
| 2012                               | NACAC U23 Championships                      | Irapuato, Mexico                   | 5th                                | 400 m                              | 53.35                              |
| 2013                               | Central American and Caribbean Championships | Morelia, Mexico                    | 14th (h)                           | 200 m                              | 24.30                              |
| 2013                               | Central American and Caribbean Championships | Morelia, Mexico                    | –                                  | 4 × 100 m relay                    | DNF                                |
| 2014                               | IAAF World Relays                            | Nassau, Bahamas                    | 7th (B)                            | 4 × 100 m relay                    | 45.06                              |
| 2014                               | Commonwealth Games                           | Glasgow, United Kingdom            | 17th (sf)                          | 400 m                              | 24.00                              |
| 2014                               | Commonwealth Games                           | Glasgow, United Kingdom            | 22nd (sf)                          | 400 m                              | 54.35                              |
| 2015                               | NACAC Championships                          | San José, Costa Rica               | 9th (h)                            | 200 m                              | 23.82                              |
| 2016                               | World Indoor Championships                   | Portland, United States            | 13th (h)                           | 400 m                              | 54.95                              |
| 2016                               | Olympic Games                                | Rio de Janeiro, Brazil             | 56th (h)                           | 200 m                              | 23.61                              |
| 2017                               | IAAF World Relays                            | Nassau, Bahamas                    | 10th (h)                           | 4 × 100 m relay                    | 44.78                              |
| 2017                               | IAAF World Relays                            | Nassau, Bahamas                    | 7th                                | 4 × 200 m relay                    | 1:35.35                            |
| 2017                               | World Championships                          | London, United Kingdom             | 24th (sf)                          | 400 m                              | 54.50                              |
| 2018                               | Commonwealth Games                           | Gold Coast, Australia              | 14th (sf)                          | 400 m                              | 53.00                              |
| 2018                               | Central American and Caribbean Games         | Barranquilla, Colombia             | 5th                                | 400 m                              | 53.84                              |

## Thành tích cá nhân tốt nhất
Ngoài trời
- 200 mét - 23,36 (+1,8   m / s, Cảng Tây Ban Nha 2015)
- 400 mét - 52,71 (Des Moines 2011)
- 100 mét - 12,34 (-0,3m / s, Les Abymes, 15 tháng 4 năm 2006)
- 200 mét—23,17 (+0,3, Gainesville, FL) ngày 31 tháng 3 năm 2016
- 400 metres-- (52,29, Road Town [AOShirley]) ngày 3 tháng 7 năm 2016

Trong nhà
- 200 mét - 23,69 (Boston 2016)
- 400 mét - 53,01 (Boston 2016)
- 300 mét - 37,91 (New york (kho vũ khí), NY), ngày 24 tháng 1 năm 2016